# گزا تولدی
گِزا تولدی (انگلیسی: Géza Toldi; ۱۱ فوریهٔ ۱۹۰۹ – ۱۶ اوت ۱۹۸۵) بازیکن فوتبال اهل مجارستان بود.
از باشگاه‌هایی که در آن بازی کرده‌است می‌توان به باشگاه فوتبال فرنتس‌واروش، و باشگاه فوتبال فرنتس‌واروش، اشاره کرد.
وی همچنین در تیم ملی فوتبال مجارستان بازی کرده‌است.